# Halfpenny Yellow

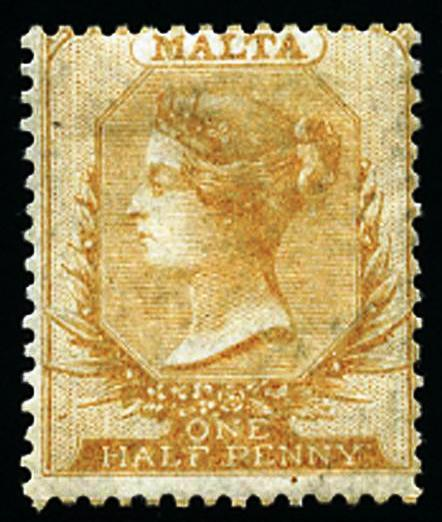
Pierwszy maltański znaczek pocztowy „Halfpenny Yellow” (1860)

Halfpenny Yellow (pol. żółta półpensówka) – pierwszy znaczek pocztowy wydany przez Maltę, wówczas kolonię brytyjską. Na znaczku przedstawiona jest królowa Wiktoria. Znaczek był ważny tylko w lokalnym obrocie pocztowym i po raz pierwszy został wydany 1 grudnia 1860. Był to jedyny znaczek wydawany przez Maltę przez dwie i pół dekady i w tym okresie wykonywano dodruki z różnicami w perforacji, znaku wodnym oraz odcieniu koloru. Kiedy 1 stycznia 1885 kontrolę nad maltańskimi usługami pocztowymi przekazano rządowi kolonialnemu wysp, znaczek został wycofany i zastąpiony przez zestaw znaczków definitywnych.

## Projekt, produkcja i wydanie
10 czerwca 1853 została wprowadzona eksperymentalna bezpłatna codzienna usługa pocztowa przesyłania listów i gazet między Vallettą, Trzema Miastami, Gozo i niektórymi większymi miastami na Malcie. Brytyjskie znaczki pocztowe zostały wprowadzone na wyspach w sierpniu 1857 do użytku w poczcie wysyłanej z Malty do zagranicznych miejsc przeznaczenia. W 1859 Rada Rządu zdecydowała o wycofaniu bezpłatnej poczty lokalnej, a 12 marca 1859 Komitet Dostaw odłożył sumę 110 funtów na koszt zamówienia półpensówki dla poczty lokalnej. Rząd poinformował o tym firmę Crown Agents w dniu 30 kwietnia 1859, która następnie zleciła brytyjskiej drukarni De La Rue wygrawerowanie matrycy nowego znaczka.
Znaczek przedstawia portret królowej Wiktorii w diademie, osadzony na ośmiokątnej tarczy otoczonej liśćmi oliwnymi. Matryca została wyryta przez Jeana Ferdinanda Jouberta de la Ferté, a próby znaczka były gotowe przed 21 czerwca. Wzory znaczka (SPECIMEN) zostały wysłane na Maltę później w tym samym roku i zostały zatwierdzone przez rząd. Pierwotny wydruk składał się ze 100 arkuszy po 240 znaczków i został wysłany na Maltę 21 lipca 1859.
Wprowadzenie znaczka ogłoszono w obwieszczeniu rządowym z dnia 16 listopada 1860, a wyemitowano go 1 grudnia tego roku tak, aby zbiegło się to z początkiem roku obrotowego. Znaczek opłacał lokalną stawkę listową ½d (pół pensa, half penny) za pół uncji (14 g) i nie był ważny w przypadku przesyłek adresowanych do zagranicznych adresatów, które nadal były opłacane znaczkami brytyjskimi. Nowy znaczek był sprzedawany w Głównym Urzędzie Pocztowym w Valletcie, na posterunkach policji i w niektórych sklepach z artykułami papierniczymi. Najwcześniejsze znane użycie znaczka to list z dnia 13 grudnia 1860 wysłany przez Giorgio Grogneta de Vassé z Valletty do Giuseppe Saida w Moście. Ten konkretny list został sprzedany na aukcji w grudniu 2009 za kwotę 5800 GBP.

## Edycje i dane techniczne

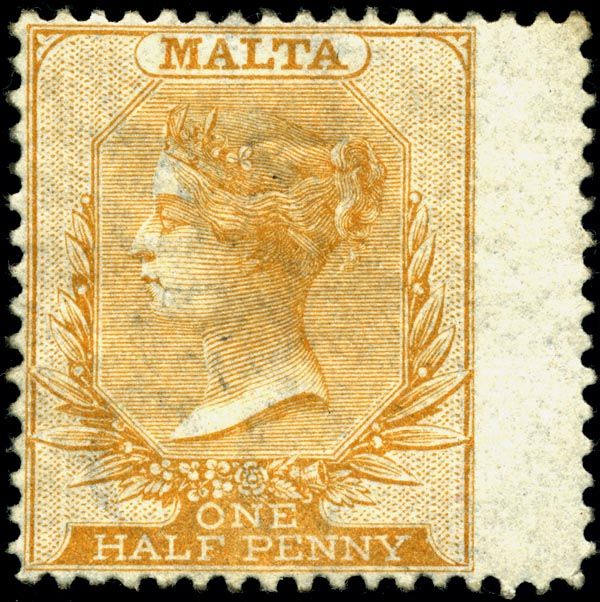
Znaczek z marginesem skrzydełkowym z edycji z 1863

Pierwotna edycja, wydana 1 grudnia 1860, składała się ze znaczków w kolorze płowożółtym, które zostały wydrukowane na papierze niebieskawym bez znaku wodnego. W latach 1861–1884 wykonano 28 reprintów znaczka w różnych odcieniach kolorystycznych, na papierze z innym znakiem wodnym i z różnymi perforacjami. Kilka pierwszych odbitek było na papierze bez znaku wodnego, natomiast znaczki drukowane w latach 1863–1881 miały znak wodny „Crown CC”. Kilka ostatnich odbitek wykonanych w latach 1882–1884 miało znak wodny „Crown CA”. Te znaki wodne składały się z liter „CC” lub „CA” (oba odnosiły się do Crown Agents dla kolonii) pod przedstawieniem korony. Istnieją również odmiany niektórych znaczków, w których znaki wodne są odwrócone „do góry nogami” lub są odbiciem zwierciadlanym.
Większość znaczków „Halfpenny Yellow” miała perforację 14, ale dodruki z lat 1868 i 1870 miały perforację 12½, która była szorstka w pierwszym przypadku, a gładka w drugim. Kolejne dwa wydruki w 1878 i 1879 miały perforację 14 × 12½. Przed rokiem 1878 pustopole pomiędzy taflami znaczków w arkuszu było perforowane centralnie, przez co znaczki wzdłuż pustopola miały duży margines skrzydełkowy. Po 1878 zmieniono konfigurację perforatora tak, że znaczki skrajne nie miały już marginesów skrzydełkowych.
W 1883 planowano przekazać kontrolę nad maltańskimi usługami pocztowymi rządowi kolonialnemu i dlatego zgodnie z wytycznymi Universal Postal Union zaproponowano zmianę koloru znaczka półpensowego z żółtego na zielony. Ponadto potrzebne były nowe nominały znaczków, aby zapewnić opłaty pocztowe do zagranicznych odbiorców. Druk zielonych znaczków ½d został wykonany w 1883, ale nie został wydany natychmiast, podczas gdy ostateczny dodruk żółtego znaczka ½d został wykonany w 1884. Przekazanie kontroli nastąpiło 1 stycznia 1885, kiedy utworzono Maltański Urząd Pocztowy. W tym momencie wprowadzono nową serię definitywną, składającą się z sześciu znaczków, w tym zielonego ½d, który został wydrukowany w 1883, zastępując zarówno żółte półpensowe, jak i brytyjskie znaczki używane dotychczas na Malcie.

## Kolekcjonowanie

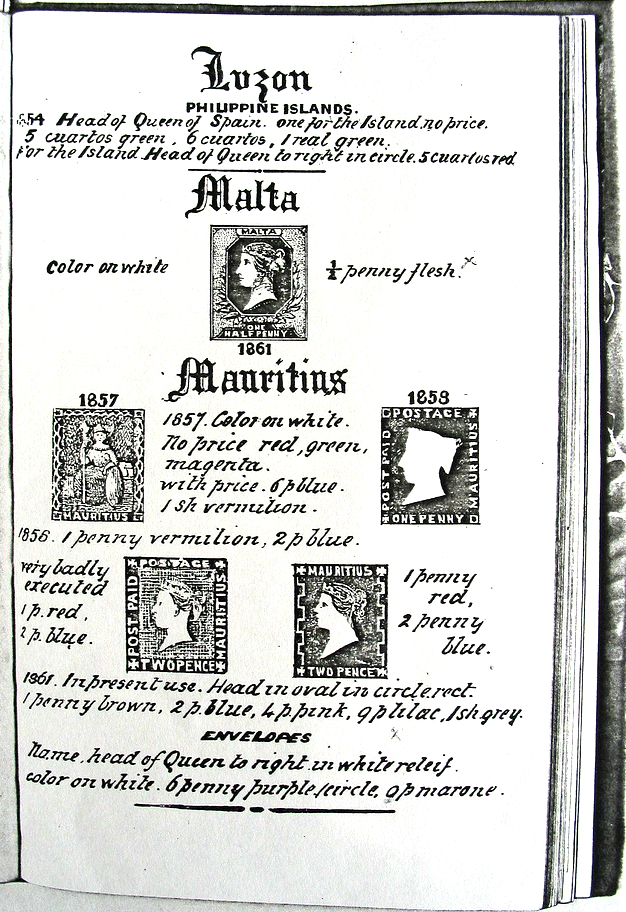
Katalog znaczków z 1862 autorstwa Fredericka Booty’ego przedstawiający „Halfpenny Yellow” wraz z niektórymi znaczkami Mauritiusa

Kiedy „Halfpenny Yellow” został wydany po raz pierwszy w 1860, kolekcjonowanie znaczków stawało się w Europie popularnym nowym hobby. W niektórych wczesnych publikacjach filatelistycznych data wydania znaczka była błędnie podawana jako 1861. W połowie lat sześćdziesiątych XIX wieku na Malcie było wielu kolekcjonerów znaczków, a wcześni filateliści (wtedy nazywani „timbrofilistami”) zaczęli identyfikować różnice w poszczególnych wydaniach. Niektóre wersje znaczka, takie jak ta na niebieskawym papierze, szybko stały się poszukiwane, zwłaszcza przez francuskich kolekcjonerów.
W ówczesnej literaturze filatelistycznej niektóre wydania znaczka były chwalone, inne były słabo przyjmowane. W artykule z listopada 1866 w The Stamp Collector's Magazine anonimowy kolekcjoner maltański określa znaczki z 1864 z wydruku w kolorze pomarańczowym jako „najlepsze, jakie do tej pory pojawiły się w obiegu na wyspie, ich jasny kolor uwydatnia piękno grawerunku”, ale skrytykował późniejsze nadruki w kolorze płowożółtym jako „najbrzydszy znaczek brytyjskich kolonii”. We wcześniejszym wydaniu magazynu z sierpnia 1866, ten sam anonimowy autor ubolewał, że Malta używa tylko lokalnych znaczków za pół pensa, podczas gdy inne kolonie brytyjskie mają znaczki na przesyłki międzynarodowe. W liście do redakcji kolekcjoner zaproponował, aby wyspy wydały znaczki z lokalnymi symbolami, takimi jak krzyż maltański, których nie było na „Halfpenny Yellow”.
Znaczki „Halfpenny Yellow” są bardzo poszukiwane przez kolekcjonerów, a ich wartość różni się znacznie w zależności od rzadkości konkretnej wersji znaczka. Od 2015 ceny katalogowe nieużywanego „Halfpenny Yellow” wahają się od 18 do 1300 GBP w katalogu firmy Stanley Gibbons, podczas gdy ceny używanego znaczka wahają się od 35 do 650 GBP (z wyłączeniem błędów takich jak odwrócone znaki wodne, które czasami są warte więcej). Najwcześniejsze wydruki z lat 1860–1863 na papierze bez znaku wodnego należą do najdroższych, natomiast najnowsze wydruki z lat 1882–1884 ze znakiem wodnym Crown CA są najtańsze.
Istnieje wiele podróbek znaczków „Halfpenny Yellow”, w szczególności autorstwa Jeana de Sperati.

## Dziedzictwo

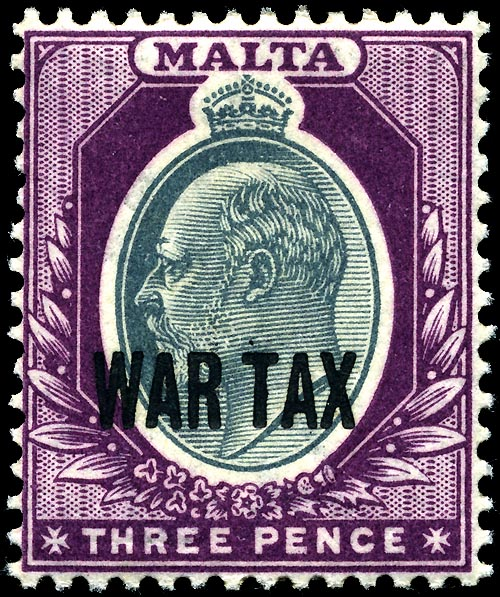
Maltański znaczek z podobizną Edwarda VII w ramce z „Halfpenny Yellow”

Zielony znaczek ½d, który zastąpił żółte półpensowe, był w regularnym użyciu od 1885 do 1903, a ze względu na długi okres użytkowania jest bardzo powszechnym znaczkiem. W 1899 znaczek ten został również wydany z nadrukiem, z przeznaczeniem dla celów podatkowych. Po śmierci królowej Wiktorii jej sukcesorem został Edward VII; nowe znaczki przedstawiające nowego króla miały wzory oparte na żółtej półpensówce. W latach 1903–1911 wydano znaczki o nominałach od ½d do 5/-, na których widniał portret króla osadzony w ośmiokątnej ramie znaczka z 1860. Niektóre z nich były w latach 1904–1912 również wydawane z nadrukiem „podatkowym”, a jeden został wydany w 1918 z nadrukiem WAR TAX (podatek wojenny).
Dnia 1 grudnia 1960 z okazji stulecia emisji znaczka, Malta wydała zestaw trzech znaczków, przedstawiających „Halfpenny Yellow”. Znaczek jest również przedstawiony na pierwszej maltańskiej karcie pocztowej, która została wydana 6 maja 1980 z okazji Międzynarodowej Wystawy Znaczków w Londynie.
Wystawa filatelistyczna Maltex 2010, którą Maltańskie Towarzystwo Filatelistyczne (ang. Malta Philatelic Society) zorganizowało w hotelu Phoenicia w dniach od 8 do 10 października 2010, była poświęcona, z okazji 150. rocznicy wydania znaczka, żółtej półpensówce. Wystawa obejmowała szereg ekspozycji, które skupiały się na znaczku i pamiątkach, które go przedstawiały. 1 grudnia tego samego roku MaltaPost uczciła rocznicę wydaniem bloczka przedstawiającego najdawniejszą zachowaną kopertę z „Halfpenny Yellow”. Z tej okazji firma zorganizowała również w Bibliotece Narodowej Malty w okresie od 2 grudnia 2010 do 8 stycznia 2011 wystawę i pogawędki o historii poczty Malty. Znaczek z 1860 został również przedstawiony na okładce pakietu, która zawierał wszystkie znaczki wydane przez MaltaPost w 2010.